# Bosquerola d'Audubon
La bosquerola d'Audubon (Setophaga auduboni) és un ocell de la família dels parúlids (Parulidae).

## Hàbitat i distribució
Habita boscos de coníferes i decidus des del Canadà, al centre de la Colúmbia Britànica, sud d'Alberta, sud-oest de Saskatchewan, cap al sud, als Estats Units, centre i sud-est de Montana i oest de Dakota del Sud cap al sud fins al nord de Baixa Califòrnia, sud d'Arizona, oest de Chihuahua, oest de Nou Mèxic i oest de Texas, a les muntanyes de Mèxic a Durango.